# Lasioglossum theste
Lasioglossum theste är en biart som först beskrevs av Cameron 1905.  Lasioglossum theste ingår i släktet smalbin, och familjen vägbin. Inga underarter finns listade i Catalogue of Life.